# Nueno
Nueno è un comune spagnolo di 353 abitanti situato nella comunità autonoma dell'Aragona.